# Nikolai Nikolajewitsch Michailow
Nikolai Nikolajewitsch Michailow (russisch Николай Николаевич Миха́йлов; * 1905 in Moskau; † 1982 ebenda) war ein russischer Ethnograph, der sich in der Sowjetunion als Populärschriftsteller und Sachbuchautor großer Beliebtheit erfreute. Michajlow schrieb zahlreiche geographische Sachbücher (naučno-chudožestvennaja literatura) und Reiseberichte über verschiedene Regionen der Sowjetunion und ihre sozialistischen Errungenschaften, später auch über Reisen ins Ausland. Seine Texte wurden in viele Sprachen übersetzt und auch im nicht-sozialistischen Ausland veröffentlicht.

## Veröffentlichungen
Das Genre der populärwissenschaftlichen Geografie, das Michajlow bediente, war ein wichtiges Propagandamittel zur Information und Erziehung der Sowjetbürger, die damit angehalten wurden, „sich mit dem sowjetischen geographischen Raum zu identifizieren“.
Michajlows Schreiben bewegt sich dabei zwischen Fakt und Vision, zwischen Lehrbuch-Rhetorik und lyrischem Kolorit. So vermittelt er den Sowjetbürgern ein Verständnis der geographischen Ökonomie und der räumlichen wie nationalen Hierarchien der Sowjetunion. Die dabei entwickelten historischen Narrative der territorialen Ausdehnung Russlands auf dem eurasischen Kontinent legitimierten russisches Vormachtdenken.

### „Nad kartoj rodiny“
Berühmt ist er u. a. für sein 1947 erschienenes „verständliches, aufwendig gestaltetes und packend geschriebenes Werk“ Nad kartoj rodiny („Über die Karte der Heimat“), für das er den Stalinpreis erhielt. In dem propagandistischen Werk beschreibt er den Wandel, den die Städte und Regionen der Sowjetunion seit Beginn des Sozialismus durchlebt haben und welchen Fortschritt dieser gebracht habe. Der Aufbau wird dabei als im Entstehen begriffen, als vielversprechende Zukunftsvision dargestellt.
Seine anschaulichen Darstellungen sind in der Geschichte der sowjetischen geographischen und topographischen Literatur bemerkenswert: In seinem Schreiben schafft er es, die Landkarten der Sowjetunion vor dem geistigen Auge entstehen zu lassen. So wandle er, so Evgeny Dobrenko, Raum in Zeit, Geografie in Geschichte und das Visuelle in das Verbale um und erreicht damit eine besonders hohe Anschaulichkeit.

### „Zima i leto“
In Zima i leto (očerki o našem klimate) (in: Vokrug sveta 1; 1954) schreibt Michajlov in der Anfangszeit Chruščevs über die klimatische Vielfalt der Sowjetunion – vom Permafrost bis zu den Subtropen.

### „Idu po meridianu“
In seinen episodenhaft erzählten Reiseberichten beschreibt Michajlow die verschiedenen Orte und Menschen, die ihm auf seiner Reise vom Nordpol zum Südpol begegnen. Das Buch umfasst 39 Kapitel auf 191 Seiten (deutsche Fassung). Sein Erzähler ist sein literarisches Alter Ego, das aus der Ich-Perspektive im Präsens durch die Erzählungen führt. Das Narrativ erstreckt sich über Landschaftsbeschreibungen, Schilderungen von Begegnungen mit anderen Menschen, der Wiedergabe von Dialogen, Erzählungen von gefahrvollen Situationen bis hin zu abschweifenden Reflexionen über die Menschen und Gesellschaften verschiedener Länder und deren Gewohnheiten bzw. Zustände.
Mit dem Vorhaben von Pol zu Pol zu reisen, reiht er sich in eine lange (europäische) Abenteurertradition ein. Über seine „Mission“ schreibt er: „Ich wollte die Reise machen, um davon zu erzählen. Damit andere den Bericht lesen konnten. Ich wollte dem Leser vor Augen führen: ,Du bist ein Erdenbürger, du wohnst auf einem Planeten!‘“
Er definiert das Schreiben dieser Reisenotizen als seinen Beruf: „Mein Beruf ist, über verschiedene Gegenden zu schreiben. Dazu und deshalb bin ich ein Globetrotter.“ Das im sowjetischen Kotext noch sehr neue Phänomen des Reisens, insbesondere ins Ausland, wird hier als eine Selbstverständlichkeit für den Ich-Erzähler eingeführt.

#### Reiseroute
Seine Reiseroute führt ihn erst per Flugzeug gen Norden zum Nordpol, über das karge Land von Sewernaja Semlja, die flach bewachsene Tundra, weiter über endlose Wälder bis nach Moskau. Von dort geht es weiter nach Süden über die Steppe Richtung Noworossijsk. Dann geht es weiter mit dem großen Tankerschiff nach Batumi am Schwarzen Meer in die Subtropen und an der türkischen Küste entlang durch den Bosporus-Kanal, durch das Mittelmeer nach Griechenland bis Gibraltar und zwischen Nordafrika und Spanien hinaus auf den offenen Ozean an der afrikanischen Küste entlang. Das Schiff passiert die Wüstenzone Zentralafrikas, kreuzt den Äquator und gelangt über kleine Inseln nach Südafrika an das Kap der guten Hoffnung. Von dort geht es weiter gen Südpol durch das Eismeer an die Küste der Antarktis auf ein Walfangboot. Damit betrachtet Michajlow seine Expedition als vollendet und tritt die Heimreise an.
Das Interesse an einer Nord-Süd-Achse begründet er mit dem Wechsel der Vegetation in unterschiedlichen Breitengraden und zieht einen Ausspruch heran: „Wissen Sie, was Geographie eigentlich ist? Im Grunde genommen, die Freude am Unterschiedlichen.“

#### Heldennarrativ
Liegt sein Augenmerk scheinbar insbesondere auf den geographischen Besonderheiten verschiedener Landstriche, werden diese in den Schilderungen immer wieder mit dem Menschen und seinem Eingriff in die Natur verknüpft. Die Errungenschaften der Technik und die ihrer mächtigen Menschen beweisen ihre Überlegenheit in verschiedenen Episoden des Reiseberichts.
So wird beispielsweise der Flugzeugpilot Perow als unerschrockener Held beschrieben. Im Kapitel „Landung im Nebel“ befindet sich Michajlow in einem kleinen Flieger auf dem Weg vom Nordpol zurück zum Festland und bangt um eine sichere Landung im dichten Nebel. Die dicht am Empfinden des Ich-Erzählers geschilderte Gefahr wird souverän durch den gefassten, verschlossenen Perow gemeistert. Einige Kapitel später in „Das Herz“ rettet eben dieser Perow dem Leiter des Eisüberwachungsdienstes Chalilezki das Leben, indem er ihn trotz Leck im Motor schnell und mit Galgenhumor in das nächstgelegene Krankenhaus fliegt.
Alle unter den klimatisch extremen Bedingungen arbeitenden Figuren werden als Helden des Alltags und Helden im Dienst für die Menschheit emporgehoben. Das betrifft vor allem die sowjetischen Arbeitenden. So würdigt er die Menschen, die auf einer kleinen Insel von Sewernaja Semlja arbeiten:
„Auf der kleinen Insel überwintern elf Menschen. Sie haben sich auf zwei, drei Jahre verpflichtet. Wenn die Frist abgelaufen ist, kehren sie hierher zurück oder fahren auf eine andere Überwinterungsstation. Sie haben es schwer, aber sie lassen sich nicht unterkriegen. Sie machen ihre Arbeit.
Die Helden, die auf den driftenden Schollen leben, kennt fast die ganze Welt. Aber wer kennt die Helden, die auf dieser Insel und vielen ebensolchen Stützpunkten auf Polarstationen arbeiten?“

#### Erfahrungen der Fremde
Während des Fluges vom Norden der Sowjetunion Richtung Moskau über die endlosen Wälder zieht Michajlow die Schweden als positives Vorbild für den Umgang mit ihrer Natur heran. Schweden wird darüber hinaus als friedfertiges Volk dargestellt, das lange keinen Krieg geführt hat, nicht der NATO angehört, keine Aufrüstung betreibt und offen für die Schönheit der Natur ist.
Für die Zeit besonders ist der zweite Teil der Reise, der ins nicht-sozialistische Ausland geht. Die Schilderungen der Orte und Menschen ist in einem Ton des allgemeinen Interesses geschrieben. Der Kapitalismus wird nicht offen kritisiert. Jedoch beobachtet der Erzähler den Privathandel belustigt und befremdet, als er im Hafen von Gibraltar ankommt und von konkurrierenden Händlern empfangen wird. Auch der Anblick von Matrosen mit dem Logo von „Shell“ auf ihrem Rücken ist ein schockierender Anblick für ihn.
Umso größere Kritik wird an der Rassenpolitik in Südafrika geübt. Michajlow prangert Rassismus und Ausbeutung im Namen der wirtschaftlichen Interessen und des Überlegenheitsdenkens der Weißen an.

#### Ende der Reise
Das Erreichen der Antarktis (Kapitel „Sturm in der Antarktis“) gipfelt in der abenteuerlichen Beschreibung eines Sturms auf hoher See, bei dem zwei aneinander getaute Schiffe Gefahr laufen, aneinander zu prallen. Nach einem gelungenen Trennmanöver kann die Situation unter Kontrolle gebracht werden. Der Erzähler resümiert abschließend die gesamte Reise und zieht Vergleiche zwischen Nord- und Südpol.

## Auszeichnungen
- Stalinpreis